# Gliese 142
Gliese 142 is een oranje dwerg met een spectraalklasse van K5V. De ster bevindt zich 40,75 lichtjaar van de zon.